# Microspingus lateralis
A Microspingus lateralis a madarak osztályának verébalakúak (Passeriformes) rendjébe és a tangarafélék (Thraupidae) családjába tartozó faj.

## Rendszerezése
A fajt Alexander von Nordmann finn zoológus írta le 1835-ben, a Fringilla nembe Fringilla lateralis néven. Egyes szervezetek a Poospiza nembe sorolják Poospiza lateralis néven.

## Előfordulása
Brazília területén honos. Természetes élőhelyei a szubtrópusi és trópusi síkvidéki és hegyi esőerdők, valamint cserjések. Állandó, nem vonuló faj.

## Megjelenése
Testhossza 15 centiméter.

## Természetvédelmi helyzete
Az elterjedési területe nagy, egyedszáma ugyan csökken, de még nem éri el a kritikus szintet. A Természetvédelmi Világszövetség Vörös listáján nem fenyegetett fajként szerepel.